# Mössinger Generalstreik

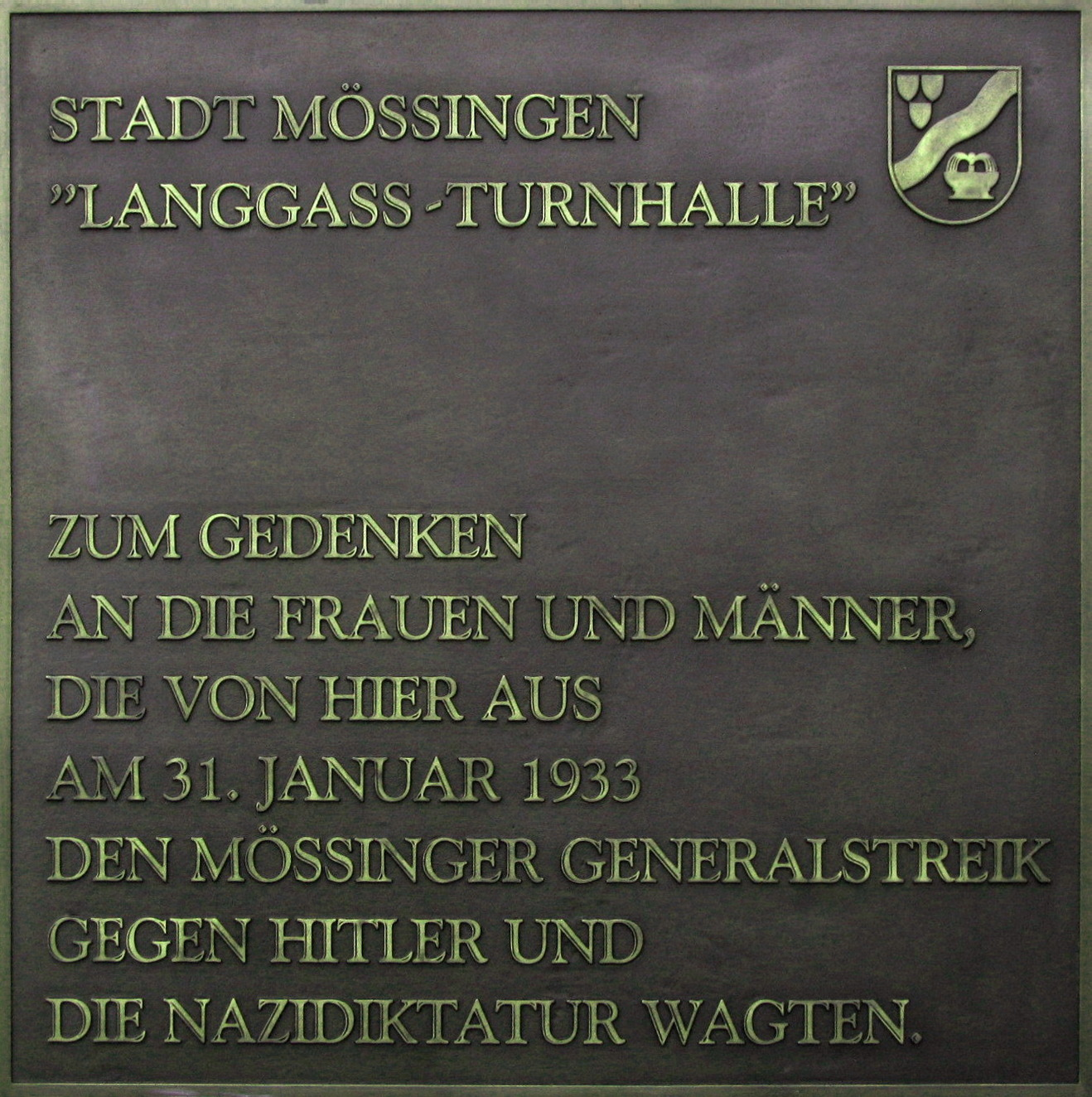
Die Gedenktafel zum Mössinger Generalstreik wurde im Jahr 2003 an der Außenmauer der Langgass-Turnhalle neben dem Haupteingang angebracht.

Das Abzeichen der historischen Antifaschistischen Aktion symbolisierte die angestrebte Aktionseinheit der Arbeiterbewegung: Die Fahnen standen für die wichtigsten Arbeiterparteien SPD und KPD, der rote Ring stellte einen „Rettungsring vor dem Faschismus“ dar.

Die als Mössinger Generalstreik bezeichneten Aktionen eines großen Teils der Arbeiterschaft des seinerzeit von der Textilindustrie geprägten württembergischen Industriedorfes Mössingen gelten als der deutschlandweit einzige Versuch, die Machtübernahme Adolf Hitlers am ersten Tag nach dessen Ernennung zum Reichskanzler (30. Januar 1933) durch einen Generalstreik zu vereiteln.
Nahezu gleichzeitig mit dem Beginn der formellen Herrschaft des Nationalsozialismus hatte die Kommunistische Partei Deutschlands (KPD) – die vier Wochen später durch die Reichstagsbrandverordnung verboten werden sollte – in einem zur reichsweiten Verbreitung vorgesehenen Flugblatt zum „Massenstreik“ aufgerufen. Diesem Aufruf folgten nur Arbeiter in Mössingen.
Unter anderem bedingt durch die im gesamten Deutschen Reich geringe Resonanz auf den Streikaufruf sowie die rasche polizeiliche Zerschlagung dieser ersten kollektiven Widerstandsaktion gegen das NS-Regime an der Macht in der mit rund 4200 Einwohnern relativ kleinen Gemeinde, ging der Versuch, den Generalstreik umzusetzen, in der Geschichtsschreibung fast unter und blieb über mehr als fünf Jahrzehnte hinweg der öffentlichen Wahrnehmung weitgehend verborgen.

## Aufruf der württembergischen KPD-Leitung zum Massenstreik
Unmittelbar nachdem der letzte Reichspräsident der Weimarer Republik, Paul von Hindenburg, den „Führer“ der NSDAP, Adolf Hitler, zum Reichskanzler ernannt hatte, wurde von der württembergischen Bezirksleitung der KPD in Stuttgart ein Flugblatt verbreitet, das zum Massenstreik gegen Hitler und die bevorstehende NS-Diktatur aufrief. Verantwortlich hatte der Reichstagsabgeordnete Albert Buchmann gezeichnet. Die Hoffnung bei dem im ganzen Reich von der KPD ergangenen Streikaufruf war, damit die Herrschaft des Nationalsozialismus noch abwenden zu können – nach dem Vorbild des Generalstreiks gegen den rechtsextremen Kapp-Putsch im Jahr 1920, der die Infrastruktur ganz Deutschlands lahmgelegt und so die noch junge pluralistische Demokratie von Weimar gerettet hatte.

## Vorbereitung und Streik

### Erster Tag: Montag, 30. Januar 1933

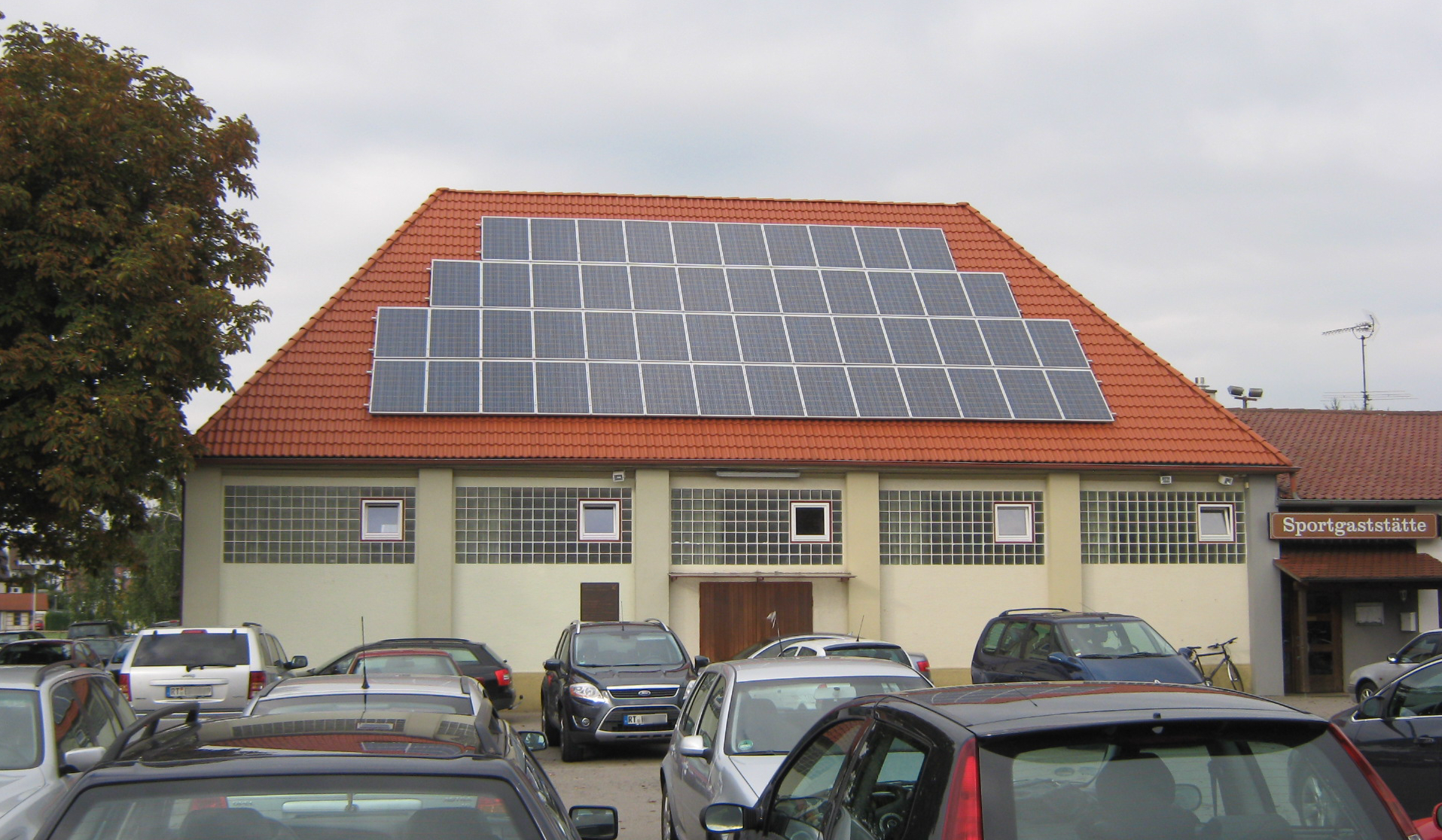
Die 1925 auf Initiative des Mössinger Arbeiterturnvereins errichtete Langgass-Turnhalle war Ausgangspunkt der Generalstreik-Aktionen. (Foto 2012)

Bereits am Abend des 30. Januar 1933 versammelten sich über 200 Angehörige mehrerer Mössinger Arbeitervereine in der örtlichen Langgass-Turnhalle. Diese Versammlung war vom Vorsitzenden der etwa zwanzig Parteimitglieder umfassenden Mössinger KPD-Ortsgruppe, dem Maler Martin Maier, einberufen worden, nachdem er durch einen Kurier aus dem 20 km nordöstlich von Mössingen gelegenen Reutlingen – bis heute größte Stadt in der näheren Umgebung und damals Sitz eines württembergischen Oberamts – vom Streikaufruf erfahren hatte.
Die Anwesenden beschlossen die Reaktivierung einer im Vorjahr gebildeten antifaschistischen Aktionsgruppe und riefen zu einem Folgetreffen am nächsten Tag um 12 Uhr am selben Ort auf, bei dem über weitere Maßnahmen beraten werden sollte. Den Abschluss dieser vorbereitenden Versammlung bildete eine abendliche Demonstration der antifaschistischen Aktion durch die Gemeinde, bei der Parolen wie „Hitler verrecke!“ und „Hitler bedeutet Krieg!“ skandiert wurden.

### Zweiter Tag: Dienstag, 31. Januar 1933

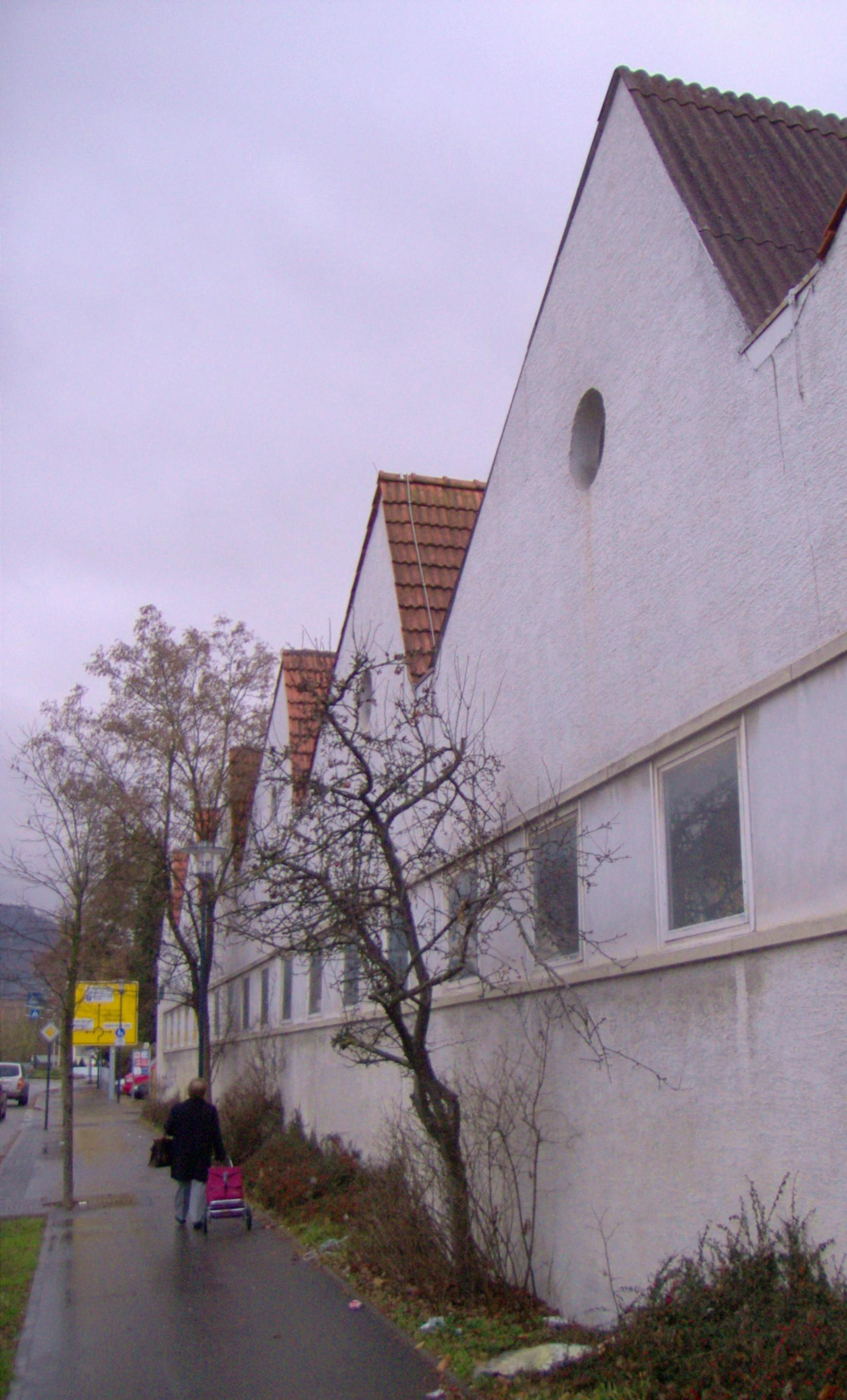
Teilansicht des Sheddach-Trakts der ehemaligen Pausa-AG, des ersten beim Mössinger Generalstreik bestreikten Betriebes (Foto 2007, der Gebäudekomplex wurde inzwischen abgerissen)

Am Vormittag des 31. Januar holte Martin Maier den Unterbezirkschef der KPD, Fritz Wandel, aus Reutlingen zur politischen Unterstützung nach Mössingen. Bei ihrer Ankunft vor der Turnhalle gegen 12.30 Uhr trafen die beiden auf etwa 100 Antifaschisten, vor allem Arbeitslose und Handwerker, die nach kurzer Diskussion beschlossen, die Belegschaften der Mössinger Betriebe für einen Generalstreik zu mobilisieren. Zunächst marschierte der noch kleine Demonstrationszug hinter einem in der Nacht vorbereiteten Spruchband mit der Aufschrift „Heraus zum Massenstreik“ zur Firma Pausa, einer Buntweberei, in der gerade eine Abstimmung über die Beteiligung am Generalstreik stattfand. Beim Eintreffen der Demonstranten um 12.45 Uhr hatte sich eine der beiden Abteilungen für die Beteiligung am Streik ausgesprochen, die andere war mehrheitlich dagegen. Um 13 Uhr sollte es eine erneute, aber dieses Mal gemeinsame Abstimmung aller Beschäftigten geben. Die verbleibende Zeit nutzte Fritz Wandel zu einer Rede, in der er sich eindringlich für den Generalstreik gegen die Nazis aussprach. Darauf stimmten die Arbeiter von Pausa mit 53 gegen 42 Stimmen für den Streik. Die Betriebseigentümer, die Brüder Artur und Felix Löwenstein, die als Juden ebenfalls ein Interesse am Sturz des NS-Regimes hatten, billigten dieses Abstimmungsergebnis und gaben der Belegschaft für den Nachmittag frei.
Der größte Teil der Pausa-Mitarbeiter schloss sich der Demonstration an, deren nächstes Ziel die Trikotwarenfabrik Merz war, der mit damals etwa 400 Beschäftigten größte Industriebetrieb Mössingens. Unterdessen hatten sich weitere Bürger Mössingens und der umliegenden Dörfer in die Demonstration eingereiht, die bis zum Eintreffen bei Merz gegen 14 Uhr auf etwa 600 Menschen angewachsen war.
Die Streikenden drangen auf das Fabrikgelände vor und besetzten die Betriebsräume. Nach einigen Wortgefechten gelang es ihnen schließlich, die Arbeiter im Websaal dazu zu bewegen, die Maschinen abzustellen. Im Nähsaal, wo fast nur Frauen arbeiteten, war das nicht so leicht zu erreichen. Nachdem immer mehr Demonstranten in den Nähsaal gelangt waren, war dort jedoch eine Weiterarbeit aufgrund des Tumults und lautstarker Auseinandersetzungen nicht mehr möglich. Die Arbeiterinnen, die ihre Arbeit nicht freiwillig einstellten, wurden von ihren Plätzen gezogen und nach draußen abgedrängt.
Inzwischen hatte der Betriebseigner Otto Merz den Mössinger Bürgermeister Karl Jaggy über die Vorkommnisse in seiner Firma telefonisch unterrichtet und ihn gebeten, auswärtige Polizeikräfte anzufordern. Dazu war Jaggy aber vorerst nicht bereit. Er war der Meinung, dass sich die Angelegenheit von selbst erledigen würde, und empfahl abzuwarten. Merz gab sich damit nicht zufrieden und forderte selbst polizeiliche Unterstützung vom Oberamt in Rottenburg an, das hierauf eine Einheit der nächstgelegenen Reutlinger Bereitschaftspolizei nach Mössingen abkommandierte. Zusätzlich alarmierte Merz die Leitung des dritten Mössinger Textilbetriebs, der Buntweberei Burkhardt, und informierte sie über die Vorgänge in seiner Firma.
Die Auseinandersetzungen bei Merz dauerten mehr als eine Stunde. Danach marschierte die Demonstration der streikenden Antifaschisten, inzwischen gut 800 Personen stark, weiter zur Firma Burkhardt. Dort hatte die Betriebsleitung, vorgewarnt durch Merz, das Fabriktor schließen lassen. Zwischen 50 und 60 Demonstranten kletterten hinüber – es kam zu verbalen Auseinandersetzungen mit dem Aufsichtspersonal –, andere versuchten das Tor gewaltsam zu öffnen. Vor den Fabrikfenstern wurden rote Fahnen geschwenkt. Nur wenige Arbeiter der Firma unterbrachen ihre Arbeit. Schließlich blies die Streikleitung den Versuch, ins Betriebsgelände einzudringen, ab und ordnete den Rückzug zur Turnhalle an.
Auf ihrem Rückzug stießen die Demonstranten gegen 16 Uhr auf die inzwischen aus Reutlingen eingetroffene 40 Mann starke, mit Pistolen und Gummiknüppeln bewaffnete Staffel des Überfallkommandos der Polizei, die ihnen den Weg versperrte. Jetzt konnten die Antifaschisten davon ausgehen, dass es in den Städten der Umgebung nicht zum Streik gegen Hitlers Machtübernahme gekommen war, da die Polizei sonst sicher andernorts bei wesentlich größeren Einsätzen gebunden gewesen wäre und kaum Kräfte für das kleine Mössingen hätte bereitstellen können. So wurde die Auflösung der Demonstration beschlossen. Der Großteil der Streikenden entzog sich der Personalienfeststellung und flüchtete über die Felder.
Der Historiker Frank Meier hebt hervor, dass die Ereignisse in Mössingen zwar „einzigartig“ gewesen seien, was den 31. Januar 1933 betreffe, nicht jedoch im Hinblick auf Widerstandsaktionen allgemein zwischen diesem Tag und dem Tag der Verabschiedung des Ermächtigungsgesetzes am 24. März 1933. Dies zeigten Aktivitäten unterhalb des Niveaus eines Generalstreiks in anderen Städten der Region wie Balingen und Mühlacker.

## Folgen für die Streikenden
Noch am selben Abend wurden die ersten Streikenden verhaftet. In den folgenden Tagen gab es weitere Festnahmen, nicht nur in Mössingen, sondern auch in umliegenden Gemeinden wie Belsen, Nehren oder Talheim. Viele der am Streik Beteiligten, insbesondere jene Arbeiter der Firma Merz, die sich der Demonstration angeschlossen hatten und sich nicht darauf berufen konnten, unfreiwillig von der Arbeit abgedrängt worden zu sein, wurden fristlos entlassen.
Am Ende kam es gegen 98 Arbeiter, die auf verschiedene württembergische Gefängnisse verteilt worden waren, zu Strafverfahren. Die meisten Anklagen lauteten auf Landfriedensbruch. Sieben Angeklagte galten als „Rädelsführer“, gegen sie wurde unter dem Vorwurf der „Vorbereitung zum Hochverrat in Tateinheit mit erschwertem Landfriedensbruch“ vor dem Strafsenat des Oberlandesgerichts in Stuttgart verhandelt: Glasermeister Jakob Stotz (1899–1975), der während seiner Lehrzeit 1922 von den Sozialdemokraten zu den Kommunisten gewechselt hatte, war ein führendes Mitglied der Mössinger KPD. Jakob Textor (1908–2010), von Beruf Maler, ein Aktivist der örtlichen Arbeiterbewegung und begeisterter Arbeitersportler, hatte schon zur Reichstagswahl im November 1932 an eine Mauer geschrieben: „Wer Hitler wählt, wählt Krieg!“ Hermann Ayen saß von 1919 bis 1933 im Mössinger Gemeinderat – zuerst für die SPD, ab 1922 für die KPD. Bis 1924 war er außerdem Vorsitzender der KPD-Ortsgruppe gewesen. Neben ihm wurden auch seine beiden Söhne Paul und Eugen angeklagt. Der Maler Martin Maier war 1933 KPD-Ortsvorsitzender in Mössingen. Dessen Namensvetter Martin Maier, der Kassierer des Mössinger Konsumvereins („Konsum-Maier“), ein gelernter Wagner, hatte dem im Zuge der Novemberrevolution nach dem Ersten Weltkrieg in Mössingen gebildeten provisorischen Arbeiter-, Bauern- und Handwerkerrat angehört und war 1919 mit vier weiteren Sozialdemokraten für die SPD in den neu gewählten Mössinger Gemeinderat eingezogen, dem er bis 1933 angehörte.
77 Männer und drei Frauen wurden von der – im Jahr 1933 noch nicht von den Nationalsozialisten gleichgeschalteten – Justiz zu Gefängnisstrafen zwischen drei Monaten und 2½ Jahren verurteilt. Am schwersten traf es den KPD-Unterbezirksleiter und Angehörigen des Reutlinger Gemeinderats Fritz Wandel: Er wurde Anfang März festgenommen und als Hauptredner bei den Streikaktionen im Oktober 1933 unter dem Vorwurf des „Hochverrats“ zu 4 ½ Jahren Einzelhaft verurteilt, die er in der Justizvollzugsanstalt Rottenburg einsaß. Nach „Verbüßung“ dieser Haft galt er den Machthabern weiterhin als kommunistischer NS-Gegner und war als sogenannter „Schutzhäftling“ zunächst fünf Monate im Gestapo-Lager Welzheim interniert, bevor er von dort ins KZ Dachau verlegt wurde, wo er bis 1943 für weitere ca. sechs Jahre gefangen gehalten wurde. Danach wurde er bis zum Ende des Zweiten Weltkriegs beim Strafbataillon 999 zwangsweise militärisch eingesetzt.

## Nachgeschichte
Von den Nationalsozialisten wurde der Versuch des Generalstreiks in Mössingen geflissentlich verschwiegen. Die meisten Mössinger integrierten sich in den Folgejahren des sogenannten „Dritten Reiches“ in dessen Alltag und arrangierten sich mit den Verhältnissen. Die jüdischen Betriebseigentümer der Firma Pausa, des ersten bestreikten Betriebes vom 31. Januar 1933, wurden im Zuge der sogenannten „Arisierung jüdischen Besitzes“ 1936 gezwungen, die traditionsreiche und renommierte Firma deutlich unter Wert zu verkaufen. Wenig später emigrierten sie aufgrund der zunehmenden institutionalisierten Ausgrenzung der Juden in Deutschland nach Großbritannien, bevor die antisemitischen Maßnahmen des NS-Regimes während des Zweiten Weltkriegs in den heute unter dem Begriff Holocaust bekannten industriell betriebenen Völkermord mündeten.
Die sieben „Rädelsführer“ überlebten die NS-Diktatur und den Zweiten Weltkrieg. Die meisten von ihnen stiegen nach 1945 in die zunächst wieder legale politische Arbeit für die KPD ein. Jakob Stotz wurde nach dem Ende der NS-Diktatur von der französischen Besatzungsmacht zum kommissarischen Bürgermeister Mössingens ernannt und war einige Monate im Amt, danach arbeitete er bis 1955 weiter im Gemeinderat für die KPD. Seit 1985 ist der Jakob-Stotz-Platz in Mössingen nach ihm benannt, an dem eine Gedenktafel an sein Wirken erinnert. Fritz Wandel spielte zwischen 1945 und 1948 als „dritter Stellvertreter“ des Oberbürgermeisters und Leiter des Wohnungsamtes eine wichtige Rolle beim Wiederaufbau der Demokratie in der ebenso wie Mössingen unter französischer Besatzung stehenden Stadt Reutlingen. Hermann Ayen war bei den ersten Gemeinderatswahlen in Mössingen Spitzenkandidat einer Liste, die sich links von der KPD einordnete. Auch sein Sohn Eugen schloss sich nach seiner Rückkehr aus der Kriegsgefangenschaft wieder den alten Parteifreunden an. Paul Ayen war nach Verbüßung seiner Gefängnisstrafe bei einer Flugblattaktion ertappt worden, konnte sich aber einer Verhaftung entziehen und emigrierte in die Schweiz. 1936 schloss er sich den Internationalen Brigaden an, die im Spanischen Bürgerkrieg für die Republik gegen die Franco-Diktatur kämpften. Nach dem Sieg der Falange unter Franco flüchtete Paul Ayen erneut in die Schweiz, wo er bis zum Kriegsende blieb. Dann kehrte auch er zurück nach Deutschland und wurde bei den Tübinger Kommunisten aktiv. Jakob Textor war ebenfalls nach seiner Haftentlassung beim Flugblattverteilen gefasst worden und konnte sich nur mit Mühe aus der Sache herausreden, worauf er seine politische Aktivität vorläufig einstellte. Nach 5 Jahren Kriegsteilnahme kehrte er 1945 nach Mössingen zurück und wurde, als die Parteien wieder zugelassen waren, Mitglied der KPD. Mit deren Verbot 1956 beendete Jakob Textor sein politisches Engagement. Der ehemalige Ortsgruppenvorsitzende Martin Maier, der während seiner Haft von einem Jahr und neun Monaten schwer erkrankt war, sodass ihm der rechte Unterschenkel amputiert werden musste, kehrte nach Mössingen zurück, trat aber politisch nicht mehr in Erscheinung. „Konsum-Maier“ war im Mai 1933 seines Amts im Konsumverein enthoben worden und wurde Landwirt. Nach dem Krieg berief ihn die französische Besatzungsmacht in den sie bei der Verwaltung unterstützenden Beratenden Ausschuss. 1946 wurde er wieder für die KPD in den Mössinger Gemeinderat gewählt, dem er bis 1948 angehörte.
Die Ereignisse von Ende Januar 1933 und der nachfolgenden Zeit bis 1945 in Mössingen wurden in den Medien der 1949 gegründeten Bundesrepublik Deutschland (auch in den vor Ort ansässigen) während des Kalten Krieges, der noch vor der Neukonstituierung zweier unterschiedlicher deutscher Staatsgebilde eingesetzt hatte, in einen Mantel des Schweigens gehüllt. Bei der antikommunistischen Grundstimmung der westdeutschen Öffentlichkeit in der Adenauer-Ära und noch lange danach galt vielen der von Kommunisten initiierte Generalstreikversuch von 1933, insbesondere nach dem 1956 erlassenen KPD-Verbot, als unstatthaft. So stand noch im Mössinger Heimatbuch von 1973 darüber nur folgendes: „Am 30. Januar 1933 wurde Adolf Hitler Reichskanzler. Die [Mössinger] Linken sahen dies als Unglück für das Reich an und versuchten durch Putsch und Streik noch eine Wendung in letzter Stunde herbeizuführen.“
Erst durch die vom Westberliner Rotbuch Verlag 1982 unter dem Titel Da ist nirgends nichts gewesen außer hier veröffentlichten Ergebnisse einer Forschergruppe des Ludwig-Uhland-Instituts für empirische Kulturwissenschaft an der Eberhard-Karls-Universität Tübingen und durch einen Dokumentarfilm von 1983 mit demselben Titel (siehe den Abschnitt Literatur und Film) wurde das jahrzehntelange Schweigen der Öffentlichkeit und der Träger der öffentlichen Meinung zu den Ereignissen der letzten beiden Januartage von 1933 in der schwäbischen Kleinstadt gebrochen, der Mössinger Generalstreik war über die Region hinaus dem Vergessen entrissen.
In den Jahren 1983, 1993, 2003, 2013 und 2023, zum 50., 60., 70., 80. und 90. Jahrestag des Mössinger Generalstreiks, fanden im mittlerweile mit etwa 20.000 Einwohnern zur drittgrößten Stadt des Landkreises Tübingen angewachsenen Mössingen überregionale antifaschistische Demonstrationen und Kundgebungen statt, zu denen neben verschiedenen Gewerkschaften und Friedensinitiativen auch die Vereinigung der Verfolgten des Naziregimes – Bund der Antifaschisten (VVN-BdA) aufgerufen hatte. Bei diesen Kundgebungen erinnerte man an die Aktionen von 1933 und stellte aktuelle Bezüge her.
Am 70. Jahrestag des Generalstreiks im Jahr 2003 wurde in Mössingen eine Ausstellung zum Thema eröffnet. Anwesend war auch der letzte noch lebende – einst verurteilte – Streikteilnehmer, der damals 94-jährige Jakob Textor, der das Leittransparent „Heraus zum Massenstreik“ angefertigt hatte. – Textor starb im Januar 2010 kurz vor seinem 102. Geburtstag.
Im Oktober 2003 wurde nach vielen politischen Auseinandersetzungen in der heute im Unterschied zur Endphase der Weimarer Republik eher konservativ geprägten Region eine Gedenktafel an der Turnhalle eingeweiht, die den Ausgangspunkt des Mössinger Generalstreiks gebildet hatte. Die Tafel wurde insbesondere gegen den Widerstand der regionalen und örtlichen CDU, anfänglich auch des von 1998 bis 2010 amtierenden Bürgermeisters Werner Fifka (zu jener Zeit noch SPD), durchgesetzt. Die Inschrift dieses Mahnmals lautet: „Zum Gedenken an die Frauen und Männer, die von hier aus am 31. Januar 1933 den Mössinger Generalstreik gegen Hitler und die Nazidiktatur wagten.“
Den Unternehmer Otto Merz sen. (1886–1964), der durch die Alarmierung des Oberamts in Rottenburg die polizeiliche Zerschlagung des Generalstreiks eingeleitet hatte, ernannte die Gemeinde Mössingen 1956 zum Ehrenbürger, mit der Begründung, dass er seit Mitte der 1920er Jahre durch seine Trikotwarenfabrik dazu beigetragen habe, dass in Mössingen Arbeitsplätze geschaffen wurden, und so die örtliche Wirtschaftskraft gefördert habe. Bei der am 2. Februar 2013 von verschiedenen Gewerkschaften und der VVN-BdA veranstalteten Demonstration mit Kundgebung zum 80. Jahrestag des Mössinger Generalstreiks wurde die Umbenennung der nach dem Unternehmer benannten Otto-Merz-Straße in Jakob-Textor-Straße gefordert.
Im Januar 2021 wurde im Rathaus Mössingen eine Dauerausstellung zum Mössinger Generalstreik eingerichtet. Der im Rathausfoyer präsentierte sogenannte Erinnerungskubus stellt die Vorgeschichte, die Ereignisse, die Folgen und die Nachgeschichte in kompakter Weise dar.

## Bühnenbearbeitung
Im Lauf des Jahres 2012 hatte das Theater Lindenhof aus dem etwa elf Kilometer von Mössingen entfernten Melchingen begonnen, sich des historischen Generalstreik-Stoffes anzunehmen. Franz Xaver Ott schrieb nach umfangreichen Recherchen das Theaterstück Ein Dorf im Widerstand und übernahm die dramaturgische Leitung des als „Konzertiertes Spiel zum Mössinger Generalstreik 1933“ konzipierten Bühnenwerks. Die Umsetzung des Stückes stand unter der Schirmherrschaft von Winfried Kretschmann, dem seit Mai 2011 amtierenden Ministerpräsidenten Baden-Württembergs. In Kooperation mit der Stadt Mössingen sowie verschiedenen Schulen vor Ort wurde diese Bühnenbearbeitung am 11. Mai 2013 in der ausverkauften ehemaligen Pausa-Bogenhalle unter der Regie von Philipp Becker uraufgeführt. Neben dem Ensemble des Theaters Lindenhof wirkten etwa 40 Musiker und 100 Laiendarsteller aus der Bürgerschaft Mössingens mit, darunter mit Andrea Ayen auch eine Tochter des Generalstreikteilnehmers Paul Ayen.
Bereits im Vorfeld der Uraufführung hatte das Stück Aufmerksamkeit in den Feuilletons überregionaler Medien erzeugt. Bis September 2013 wurde Ein Dorf im Widerstand mehr als zwanzigmal vor jeweils ausverkauftem Haus aufgeführt. Dabei waren im Juni auch zwei Vorstellungen bei den Ruhrfestspielen in Recklinghausen, die von der Kritik positiv rezensiert wurden. Im Juni 2014 wurde das Stück von der Beauftragten der Bundesregierung für Kultur und Medien, Staatsministerin Monika Grütters mit dem BKM-Preis Kulturelle Bildung ausgezeichnet. Ein Filmteam um die Filmemacherin Katharina Thoms begleitete die Proben des Theaterstücks. Daraus entstand der Dokumentarfilm über den Mössinger Generalstreik „Widerstand ist Pflicht“.